# Arco aórtico
Este artículo trata sobre la estructura presente en la etapa adulta. Para las múltiples estructuras presentes en las primeras etapas del desarrollo embrionario véase Arcos aórticos
El arco aórtico, tradicionalmente cayado aórtico, es un segmento de la arteria aorta situado entre la aorta ascendente y descendente. Inicialmente está en un plano anterior, y luego se vuelve lateral a la tráquea. Del arco aórtico surgen las ramas colaterales que irrigan los miembros superiores, además del cuello y la cabeza.

## Imágenes adicionales

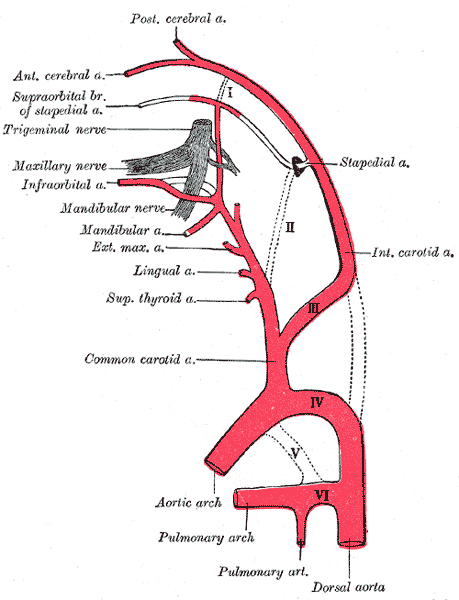
Diagrama mostrando los orígenes de las arterias carótidas.
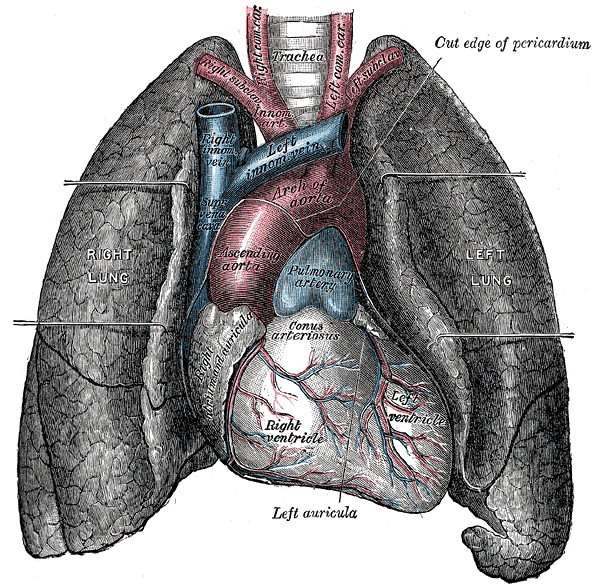
Vista anterior del corazón y pulmón.
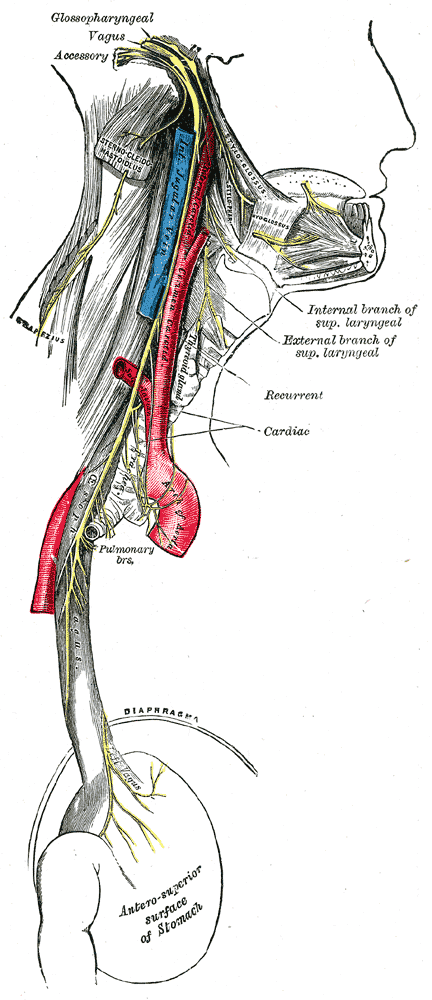
Trayecto y distribución de los nervios glosofaríngeo, vago y accesorio.